# Úzquiza
Úzquiza fue una localidad española, hoy día sumergida bajo el embalse homónimo, de la provincia de Burgos. El despoblado está adscrito al municipio de Villasur de Herreros, perteneciente a la provincia de Burgos, en la comunidad autónoma de Castilla y León.

## Historia
Hacia mediados del siglo XIX, el lugar, por entonces con ayuntamiento propio, tenía contabilizada una población de 58 habitantes. Aparece descrito en el decimoquinto volumen del Diccionario geográfico-estadístico-histórico de España y sus posesiones de Ultramar de Pascual Madoz con las siguientes palabras:

UZQUIZA: l. con ayunt. en la prov., part. jud., aud. terr., c. g. y dióc. de Búrgos (5 1/2 leg.): vicaria de Arlanzon. sit. en una cumbre con esposicion al S. Su clima es templado y sano. Tiene unas 50 casas y la de ayunt.: escuela de primeras letras; igl. parr. (Sta. Juliana) servida por un cura de provision del diocesano en patrimoniales; y buenas aguas potables. Confina con Alarcia, Herraniel y Villarobe y Villasur de Herreros. El terreno participa de monte y llano. Los caminos dirigen á los pueblos comarcanos y á Búrgos, de cuyo punto recibe la correspondencia. prod.: centeno, patatas y hortaliza; cria ganado vacuno, lanar y de cerda; caza de varios animales, y alguna pesca. pobl.: 19 vec., 58 alm. cap. prod.: 304,700 rs. imp.: 29,987. contr.: 1,347 rs. 20 mrs.
(Madoz, 1849, p. 250)

El municipio de Úzquiza desapareció de cara al censo de 1857, al incorporarse al de Villorobe. Ambos lugares quedaron anegados por el embalse de Úzquiza en la década de 1980 y los despoblados sumergidos pasaron a formar parte del municipio de Villasur de Herreros.